# 宇田栗園
宇田 栗園（うだ りつえん、文政10年1月25日〈1827年2月20日〉 - 明治34年〈1901年〉4月17日）は、幕末の勤王家・医師・漢詩人、歌人。
字は淵（ふかし）。号は栗園、静観亭（せいかんてい）、健斎など。

## 略歴
文政10年（1827年）、山城国乙訓郡神足村（現在の京都府長岡京市）にて実相院門跡家来宇田利起の第六子（四男）として生まれる。宇田家は代々儒医の家柄であり、巌垣松苗に儒学を、宗真哉に医学を学び、19歳で医業に就いた。また、本居大平の門人でもあった父利起の勧めで、和歌にも親しんだ。
弘化3年（1846年）、京都へ居を移した梁川星巌の門下に加わると、師の影響で勤王の気風に染まり、『伝習録』を読み、陽明学を信奉するようになる。同門には、藤井竹外がいて、友として親しんだ。
安政5年（1858年）に星巌が安政の大獄の捕縛対象者となって没して後は、勤王家として活動すると共に、乙訓郡で漢詩の指導に当たった。文久2年（1861年）、『文久二十六家絶句』に漢詩26首が収録された。星巌没後、文久3年（1863年）に刊行された「星巌先生遺稿」全15巻では、江馬天江とともに凡例を担当しており、星巌門下での栗園の地位の高さが窺われる。
文久4年、5年（1864年、65年）頃、岩倉村に蟄居中の岩倉具視に拝謁、その後親交を深め、明治元年（1868年）の戊辰戦争では、岩倉具定・具経兄弟が率いる東山道鎮撫軍に参謀として従軍した（1月から5月）。同年帰郷後は、岩倉家の執事扱いとなる。
明治2年（1869年）頃、京都に居を移し、御所の保存に尽力する。同年1月、徴士として権辨事（奏任）に、7月には中辨、8月には留守判官（ともに勅任）に任ぜられた（翌月、従五位）。明治3年1月（1870年2月）より京都府権大参事を兼任したが（4月迄）、同年12月に依願退職し、直後に桂宮家令に就任した。
明治4年10月（1871年12月）に有栖川宮熾仁親王京都滞在中家令兼勤。同年12月（1872年1月）に改めて宮内省出仕となり、以後閑院宮家令、三品伏見朝彦宮家事取扱、久邇宮御附、一條松壽院家事取扱、山階宮家事取扱を歴任（兼任）した。
明治10年（1877年）7月に京都御所宮殿取締、翌月宮内省御用掛となり、明治14年（1881年）6月に御苑取締兼勤、明治15年（1882年）11月には華族局兼勤となった（9月、正五位）。なお、明治10年（1877年）、京都で和歌の家を廃れさせぬため歌会を持つようにとの明治天皇の意を承け、岩倉具視は栗園をその幹事に推薦した。このころ栗園は漢詩を読むのをやめ、和歌に転じていた。同歌会は明治22年（1889年）に「向陽会」と命名された。
明治19年（1886年）2月の官制改革に伴い主殿権助（明治22年7月の官制改定では主殿助）に任命され諸陵寮兼勤、主殿寮京都出張所長となる。また、同年より明治28年（1895年）7月に依願退職するまで、加茂祭奉行（4月）・男山祭奉行（8月）・春日祭奉行（2月）を務めた。明治28年（1895年）、日本弘道会京都支会長。
功労に依り明治16年（1883年）勲五等双光旭日章、明治24年（1891年）勲四等瑞宝章を受章。明治34年（1901年）3月、従三位勲三等を叙勲。同年4月17日病歿、享年75。

## 逸話
漢詩を棄て和歌に転向した理由については後年、「本邦自づから和歌の在るあり、強いて外国の詩形を仮て以て胸臆を慮るに及ばす」と述懐している。
和歌に転じてからも、明治15年（1882年）には乙訓地方の詩人たちが刊行した『西岡風雅』（せいこうふうが）に題辞を寄せたり、明治18年（1885年）創刊の漢詩投稿雑誌『熙朝風雅』（きちょうふうが）の評点者を務めた。

## 著作
- 『文久二十六家絶句』文久2年（1861年）刊（うち26首が栗園作）。
- 『栗廼花』宇田豊四郎刊、1904年。
- 『静観亭遺稿』中野太郎刊、1911年。

## 家族
三輪田眞佐子を娘とするものがあるが、誤りである。三輪田眞佐子の兄である三輪田米山の『米山日記』（写本）明治2年4月9日には、綱一郎と梅野（眞佐子の幼名）の婚姻の事情が記されているが、媒酌人だった栗園を父親だと誤ったと考えられる。